# Podgoździak
Podgoździak – część wsi Kałków w Polsce położona w województwie mazowieckim, w powiecie lipskim, w gminie Ciepielów.
W latach 1975–1998 Podgoździak administracyjnie należał do województwa radomskiego.